# Pantaleón Ramírez de Olano
Pantaleón Félix Ramírez de Olano (Elciego, Álava, 1887 - San Sebastián, 1956) fue un periodista y político español,  director del periódico Euzkadi.

## Biografía
Periodista y político alavés nacido en Elciego. Doctorado en Leyes, residió en París durante una temporada hasta su vuelta a Alava en que pasa a colaborar en el Heraldo Alavés y otros medios de difusión de la capital de la provincia. Miembro del Partido Nacionalista Vasco, fue detenido el 17 de set. de 1922 cuando, junto con Jesús María de Leizaola, encabezó una manifestación "Pro Universidad Vasca" en la clausura del III Congreso de Estudios Vascos de Gernika, en un período de agudo enfrentamiento del nacionalismo vasco y la Liga Monárquica de Vizcaya. En 1930 fue el primer delegado del Nacionalismo Vasco en el Congreso de Minorías Nacionales.
En tiempos de la Segunda República española ocupó el cargo de Director del periódico Euzkadi de Bilbao, órgano oficial del Partido Nacionalista Vasco. En las elecciones de Diputados a Cortes del 28 de junio de 1931, la Comisión de Alcaldes del País Vasco le designó como candidato por Álava del Bloque en defensa del Estatuto de Estella. Sin embargo, no salió elegido, siéndolo su contrincante el tradicionalista Oriol. En julio de 1937, en vísperas de la caída de Bilbao, acompañó a Alberto Onaindía a Roma en busca de la mediación italiana ante la situación del Ejército de Euskadi; entrevistándose con el conde Ciano. A raíz de la guerra civil se exilió en Francia. Regresa al cabo de los años y reside en San Sebastián donde falleció en 1956. Autor de Los vascos no son españoles.